# Isabelle Thorpe
Isabelle Anya Thorpe (Bristol, 4 maart 2001) is een Britse synchroonzwemmer. Ze is de meest succesvolle in de geschiedenis van haar land. Samen met haar duetpartner Kate Shortman won ze de zilveren medaille op de Olympische Zomerspelen van 2024 in het duet, de eerste medaille voor Groot-Brittannië in deze sport. Sinds 2016 vertegenwoordigt ze Groot-Brittannië op internationale toernooien, samen met haar duetpartner Kate Shortman won zij meerdere medailles op verschillende kampioenschappen.
Sinds 2016 vertegenwoordigt ze Groot-Brittannië op internationale toernooien. Samen met Shortman won zij meerdere medailles op verschillende kampioenschappen.

## Levensloop
Shortman begon met synchroonzwemmen jonge leeftijd bij de City of Bristol Swimming Club. Ze studeerde aan Clifton High School, waar ze een bijzondere vriendschap opbouwde met Kate Shortman, een meisje met een vergelijkbare droom, talent en toewijding. Wat begon als vriendschap, groeide uit tot een van de meest krachtige duo's in de geschiedenis van hun sport.
Een belangrijk keerpunt kwam toen Shortman werd opgenomen in het nationale trainingsprogramma van British Swimming. Daar kreeg Shortman de kans om te trainen onder de Italiaanse coach Paola Basso, een voormalige topsportcoach met een scherp oog voor expressie, techniek en discipline. Basso bracht een nieuwe energie naar het Britse synchroonzwemmen: strak, artistiek, en ambitieus. Ze geloofde vanaf het begin in de kracht van de jonge Britse atleten, en zag in Shortman een ruwe diamant.
Rond dezelfde tijd sloot ook Stefania Speroni zich aan bij het coachingsteam. Speroni, eveneens van Italiaanse afkomst, had een achtergrond in choreografie en technische precisie. Zij werd een sleutelfiguur in de vormgeving van de routines voor zowel solo als duet. Speroni en Basso werkten als een hecht duo, waarbij Basso de algemene trainingsstructuur en strategie bepaalde, en Speroni zich richtte op de fijnere nuances van beweging, synchroniciteit en presentatie.
In 2016 debuteerden Shortman en Thorpe samen op het Europese toneel.
Het duo Thorpe en Shortman maakte hun internationale debuut op de Wereldkampioenschappen synchroonzwemmen 2017. Hier haalde Thorpe een tiende plaats bij de solo technische routine, elfde plaats tijdens de solo vrije routine en samen met Shortman een veertiende plaats.
Twee jaar later deed het duo mee aan de Wereldkampioenschappen synchroonzwemmen 2019. Shortman werd tiende op de solo technische routine en elfde op de solo vrije routine. Met Shortman lukte het niet om op het duet technische routine de finale te bereiken omdat het duo veertiende werd en de beste twaalf kwalificeerde zich voor de finale. Het duet vrije routine werd eveneens een veertiende plaats.
De Olympische Spelen van 2020 werden een jaar uitgesteld door de Coronapandemie. Er was nog geen kwalificatie afgedwongen. De enige kans was nog om in 2021 via het Internationaal olympisch kwalificatietoernooi zich te plaatsen. Dit lukte ruimschoots en Shortman en Thorpe plaatsten zich voor de Olympische Spelen van 2020.
Tijdens de Olympische Spelen van 2020 eindigde het duo als veertiende in de kwalificatie en de beste twaalf kwalificeerde zich voor de finale. Dit lukte echter niet. Desondanks werd er ervaring opgedaan voor de volgende toernooien.
De Wereldkampioenschappen synchroonzwemmen 2022 gingen vrij goed. Het duo werd zevende op het duet technische routine en elfde op het duet vrije routine.
In 2023 werd er direct succes behaald op de Europese Spelen 2023. Er werd een bronzen medaille gewonnen op het duet vrije routine. Daarna reisden Shortman en Thorpe af naar de Wereldkampioenschappen synchroonzwemmen 2023. Op het duet technische routine werd er een achtste plaats behaald en op het duet vrije routine een vijfde plaats.
Het succesjaar 2024 werd gestart bij de Wereldkampioenschappen synchroonzwemmen 2024. In de duet technische routine brachten ze hun ‘Big Ben’-routine met een welgekozen moeilijkheidsgraad. Hierdoor verzekerden ze zich van historisch zilver, de eerste WK-duetmedaille ooit voor Groot-Brittannië tijdens een duet. Kort daarna was het duet vrije routine en er volgde nog een medaille: brons, waarmee ze hun Olympische kwalificatie voor Parijs 2024 zeker stelden.
Tijdens het EK 2024 bevestigden ze hun status als toppers. Op het duet vrije routine en technische routine werd zelver behaald. Deze dubbele medaille was een primeur: het beste resultaat ooit van de Britse synchroonzwemmers op de Europese Kampioenschappen.
In augustus 2024 stonden Shortman en Thorpe in het centrum van de wereld, tijdens de Olympische Zomerspelen 2024. Op de eerste dag tijdens het duet technische routine eindigde ze als vierde en waren heel dichtbij de zilveren en bronskandidaten. De dag daarna deden ze de Rising Phoenix-routine en haalden de hoogste score in deze ronde. Gecombineerd behaalden ze de zilveren medaille en het was de eerste Olympische synchroonzwem-medaille ooit voor Groot-Brittannië.

## Erkenning
In 2024 werden twee verpleegsterhaaien in het Sea Life London Aquarium naar Kate Shortman en Isabelle Thorpe vernoemd.

## Palmares

### Solo technische routine
- 2018: 9e EK – 82,7030 punten
- 2019: 10e WK – 83,4981 punten
- 2022: 5e EK – 85,0690 punten
- 2023: 12e WK – 192,0267 punten

### Solo vrije routine
- 2017: 12e WK – 83,4667 punten
- 2018: 9e EK – 84,7333 punten
- 2019: 11e WK – 84,6000 punten
- 2021: 6e EK – 86,0000 punten
- 2022: 7e WK – 83,8324 punten
- 2023:  WK – 219,9542 punten

### Duet technische routine
- 2018: 10e EK – 80,2820 punten met Shortman
- 2019: 14e WK – 83,8188 punten met Shortman
- 2021: 9e EK – 84,9244 punten met Shortman
- 2022: 9e WK – 84,8081 punten met Shortman
- 2022: 7e EK – 14,0200 punten met Shortman
- 2023: 5e ES – 242,9967 punten met Shortman
- 2023: 8e WK – 228,3801 punten met Shortman
- 2024:  WK – 259,560 punten met Shortman

### Duet vrije routine
- 2017: 16e WK – 82,5667 punten met Shortman
- 2018: 10e EK – 82,0000 punten met Shortman
- 2019: 14e WK – 83,8000 punten met Shortman
- 2021: 9e EK – 85,8000 punten met Shortman
- 2022: 11e WK – 84,9000 punten met Shortman
- 2022: 6e EK – 14,0900 punten met Shortman
- 2023:  ES – 223,5084 punten met Shortman
- 2023: 5e WK – 226,4834 punten met Shortman
- 2024:  WK – 247,2626 punten met Shortman

### Duet technische en vrije routine
- 2021: 7e OS kwal. – 170,9562 punten met Shortman
- 2021: 14e OS – 169,8881 punten met Shortman
- 2024:  OS – 558,5367 punten met Shortman

### Team technische routine
- 2016: 8e EK – 76,9850 punten
- 2018: 7e EK – 78,0072 punten
- 2022: 6e EK – 13,3400 punten

### Team vrije routine
- 2016: 8e EK – 79,0000 punten
- 2018: 9e EK – 78,0072 punten
- 2022: 4e EK – 14,0500 punten

### Team technische en vrije routine
- 2018: 7e EK – 81,3667 punten